# Henri Pescarolo
Henri Jacques William Pescarolo ou apenas Henri Pescarolo (Paris, 25 de setembro de 1942) é um ex-piloto de Fórmula 1 francês.

## Biografia
Pescarolo faz sua estreia na Fórmula 1 no Grande Prêmio do Canadá de 1968 na equipe Matra e abandona a corrida com problemas de pressão de óleo. 
Líder do campeonato de Fórmula 2, em 16 de abril de 1969, Pescarolo sofre um sério acidente nos treinos preparatórios das 24 Horas de Le Mans. Pescarolo tem seu rosto muito queimado e fratura duas vértebras. Milagrosamente ele escapa com vida, mas é proibido de disputar a tradicional prova de Endurance e aceita o convite de comentá-la para a tv. Pescarolo perde o campeonato de Fórmula 2 para sua asa negra Johnny Servoz-Gavin, assim como na Fórmula 3 em 1966.
Em 1970, ele se junta a Beltoise na equipe de Fórmula 1 da Matra. Logo na terceira corrida daquela temporada, Pescarolo consegue seu primeiro e único pódio no GP de Mônaco, com um 3º lugar. Mesmo com esse bom resultado e ter sido escolhido como o melhor piloto francês de 1970, Pescarolo é demitido da equipe Matra e é substituído pelo neozelandês Chris Amon na Fórmula 1. Desapontado com a Matra, Pescarolo também sai da equipe francesa no Mundial de Esporte-Protótipos e vai para a equipe Esparto Romeo, com um protótipo da Alfa Romeo, onde vence o tradicional 1000 km de Brands Hatch ao lado de Andrea de Adamich. 
Em 1971, é contratado pela pequena equipe chefiada por Frank Williams para dirigir Marchs alugados. Pescarolo tem que se acostumar a largar na última fila do grid na maioria das vezes, mas o francês consegue um resultado de sonho ao ser quarto colocado no Grande Prêmio da Inglaterra em Silverstone e ainda consegue a melhor volta no Grande Prêmio da Itália, em Monza, que seria por muitos anos a média horária mais rápido da história da F1. 
Pescarolo continua com Frank Williams em 1972, mas os resultados não melhoram e o francês abandona a equipe no final do ano, mesmo tendo estreado um carro fabricado por Frank no GP da Inglaterra desse ano. A equipe March de Fórmula 1 chama Pescarolo para disputar o Grande Prêmio da Espanha de 1973 no lugar do compatriota Jean-Pierre Jarier, mas não faz nada demais. Porém, isso foi o suficiente para que Pescarolo fosse contratado pela BRM para disputar a temporada de 1974 de Fórmula 1. Contudo, a tradicional equipe inglesa estava com problemas financeiros e a nona posição de Pescarolo no Grande Prêmio da Argentina foi o melhor resultado do francês. Foi praticamente o fim da sua carreira na Fórmula 1. Ainda naquele ano, o piloto conquistaria pela terceira vez consecutiva as 24 Horas de Le Mans no Mundial de Esporte-Protótipos. 
Em 1975, a Fórmula 1 fica de lado, e o piloto disputa novamente o Mundial de Esporte-Protótipos pela equipe Esparto Romeo com os carros da Porsche.
Pescarolo tenta fazer uma volta à Fórmula 1 com Surtees alugados em 1976, mas o francês não faz nada demais e abandona definitivamente a categoria máximo do automobilismo no final do ano com apenas 56 corridas no currículo.
Henri Pescarolo teve a carreira chamando a atenção fora da Fórmula 1. Mesmo tendo boas chances na categoria máxima do automobilismo mundial, o francês conseguiu as grandes conquistas em outras categorias ou em corridas menos importantes.
Ele venceu quatro vezes as 24 Horas de Le Mans: 1972, 1973, 1974 e 1984, com 33 recordes de largadas: 1966-1968, 1970-1999.

## Fórmula 1[4]
(Legenda: Corrida em negrito indica pole position e em itálico volta mais 
rápida)
| Ano  | Equipe                                 | Chassis         | Motor                 | 1         | 2         | 3         | 4         | 5         | 6         | 7         | 8         | 9         | 10        | 11        | 12        | 13        | 14        | 15       | 16  | Pontos | Posição  |
| ---- | -------------------------------------- | --------------- | --------------------- | --------- | --------- | --------- | --------- | --------- | --------- | --------- | --------- | --------- | --------- | --------- | --------- | --------- | --------- | -------- | --- | ------ | -------- |
| 1968 | Matra Sports                           | Matra MS11      | Matra MS9 V12         |           |           |           |           |           |           |           |           |           |           | CAN Ret D | EUA DNS D | MEX 9º D  |           |          |     | 0      | NC (25º) |
| 1969 | Matra Sports                           | Matra MS7*      | Ford Cosworth FVA L4* |           |           |           |           |           |           | GER 5º1 D |           |           |           |           |           |           |           |          |     | 0      | NC (33º) |
| 1970 | Equipe Matra Elf                       | Matra MS120     | Matra MS12 V12        | RSA 7º G  | ESP Ret G | MON 3º G  | BEL 6º G  | HOL 8º G  | FRA 5º G  | GBR Ret G | GER 6º G  | AUT 14º G | ITA Ret G | CAN 7º G  | EUA 8º G  | MEX 9º G  |           |          |     | 8      | 12º      |
| 1971 | Frank Williams Racing Cars             | March 701       | Ford Cosworth DFV V8  | RSA 11º F |           |           |           |           |           |           |           |           |           |           |           |           |           |          |     | 4      | 17º      |
| 1971 | Frank Williams Racing Cars             | March 711       | Ford Cosworth DFV V8  |           | ESP Ret F | MON 8º F  | HOL 13º F | FRA Ret F | GBR 4º F  | GER Ret F | AUT 6º F  | ITA Ret F | CAN DNS F | EUA Ret F |           |           |           |          |     | 4      | 17º      |
| 1972 | Team Williams Motul                    | March 721       | Ford Cosworth DFV V8  | ARG 8º G  | RSA 11º G | ESP 11º G | MON Ret G | BEL NC G  | FRA DNS G |           | GER Ret G | AUT DNS G | ITA NQ G  | CAN 13º G | EUA 14º G |           |           |          |     | 0      | NC (26º) |
| 1972 | Team Williams Motul                    | Politoys FX3    | Ford Cosworth DFV V8  |           |           |           |           |           |           | GBR Ret G |           |           |           |           |           |           |           |          |     | 0      | NC (26º) |
| 1973 | STP March Racing Team                  | March 731       | Ford Cosworth DFV V8  |           |           |           | ESP 8º G  |           |           |           |           |           |           |           |           |           |           |          |     | 0      | NC (25º) |
| 1973 | Frank Williams Racing Cars             | Iso-Marlboro IR | Ford Cosworth DFV V8  |           |           |           |           |           |           |           | FRA Ret F |           |           | GER 10º F |           |           |           |          |     | 0      | NC (25º) |
| 1974 | Team Motul BRM                         | BRM P160E       | BRM P142 V12          | ARG 9º G  | BRA 14º G | RSA 18º G | ESP 12º G | BEL Ret G | MON Ret G |           | HOL Ret G |           |           |           |           |           |           |          |     | 0      | NC (29º) |
| 1974 | Team Motul BRM                         | BRM P201        | BRM P200 V12          |           |           |           |           |           |           | SUE Ret G |           | FRA Ret G | GBR Ret G | GER 10º G |           | ITA Ret G |           |          |     | 0      | NC (29º) |
| 1976 | Team Norev Racing with BS Fabrications | Surtees TS19    | Ford Cosworth DFV V8  |           |           |           |           |           | MON NQ G  |           | FRA Ret G | GBR Ret G | GER NQ G  | AUT 9º G  | HOL 11º G | ITA 17º G | CAN 19º G | EUA NC G | JAP | 0      | NC (25º) |

↑1  Os carros de Fórmula 2 correram com os de Fórmula 1, mas não tinham direito aos pontos e foram classificados separadamente.

## 24 Horas de Le Mans[6]
| Ano  | Equipe                                 | Nº | Co-Pilotos                            | Chassi                              | Pneus | Classe   | Voltas | Posição | Posição Na Categoria |
| Ano  | Equipe                                 | Nº | Co-Pilotos                            | Motor                               | Pneus | Classe   | Voltas | Posição | Posição Na Categoria |
| ---- | -------------------------------------- | -- | ------------------------------------- | ----------------------------------- | ----- | -------- | ------ | ------- | -------------------- |
| 1966 | Matra Sports                           | 43 | Jean-Pierre Jaussaud                  | Matra M620                          | F     | P 2.0    | 38     | DNF     | DNF                  |
| 1966 | Matra Sports                           | 43 | Jean-Pierre Jaussaud                  | BRM 1.9L V8                         | F     | P 2.0    | 38     | DNF     | DNF                  |
| 1967 | Matra Sports                           | 30 | Jean-Pierre Jaussaud                  | Matra M630                          | D     | P 2.0    | 55     | DNF     | DNF                  |
| 1967 | Matra Sports                           | 30 | Jean-Pierre Jaussaud                  | BRM 2.0L V8                         | D     | P 2.0    | 55     | DNF     | DNF                  |
| 1968 | Equipe Matra Sports                    | 24 | Johnny Servoz-Gavin                   | Matra-Simca MS660                   | D     | P 3.0    | 283    | DNF     | DNF                  |
| 1968 | Equipe Matra Sports                    | 24 | Johnny Servoz-Gavin                   | Matra 3.0L V12                      | D     | P 3.0    | 283    | DNF     | DNF                  |
| 1970 | Equipe Matra Sports                    | 31 | Jean-Pierre Beltoise                  | Matra-Simca MS660                   | G     | P 3.0    | 79     | DNF     | DNF                  |
| 1970 | Equipe Matra Sports                    | 31 | Jean-Pierre Beltoise                  | Matra 3.0L V12                      | G     | P 3.0    | 79     | DNF     | DNF                  |
| 1971 | Scuderia Filipinetti                   | 7  | Mike Parkes                           | Ferrari 512F                        | G     | S 5.0    | 120    | DNF     | DNF                  |
| 1971 | Scuderia Filipinetti                   | 7  | Mike Parkes                           | Ferrari 5.0L V12                    | G     | S 5.0    | 120    | DNF     | DNF                  |
| 1972 | Equipe Matra-Simca Shell               | 15 | Graham Hill                           | Matra-Simca MS670                   | G     | S 3.0    | 344    | 1º      | 1º                   |
| 1972 | Equipe Matra-Simca Shell               | 15 | Graham Hill                           | Matra 3.0 L V12                     | G     | S 3.0    | 344    | 1º      | 1º                   |
| 1973 | Equipe Matra-Simca Shell               | 11 | Gérard Larrousse                      | Matra-Simca MS670B                  | G     | S 3.0    | 355    | 1º      | 1º                   |
| 1973 | Equipe Matra-Simca Shell               | 11 | Gérard Larrousse                      | Matra 3.0 L V12                     | G     | S 3.0    | 355    | 1º      | 1º                   |
| 1974 | Equipe Gitanes                         | 7  | Gérard Larrousse                      | Matra-Simca MS670C                  | G     | S 3.0    | 337    | 1º      | 1º                   |
| 1974 | Equipe Gitanes                         | 7  | Gérard Larrousse                      | Matra 3.0 L V12                     | G     | S 3.0    | 337    | 1º      | 1º                   |
| 1975 | Gitanes Automobiles Ligier             | 6  | François Migault                      | Ligier JS2                          | M     | S 3.0    | 146    | DNF     | DNF                  |
| 1975 | Gitanes Automobiles Ligier             | 6  | François Migault                      | Ford Cosworth DFV 3.0L V8           | M     | S 3.0    | 146    | DNF     | DNF                  |
| 1976 | Inaltera                               | 1  | Jean-Pierre Beltoise                  | Inaltera LM                         | M     | GTP      | 305    | 8º      | 1º                   |
| 1976 | Inaltera                               | 1  | Jean-Pierre Beltoise                  | Ford Cosworth DFV 3.0L V8           | M     | GTP      | 305    | 8º      | 1º                   |
| 1977 | Martini Racing Porsche System          | 3  | Jacky Ickx                            | Porsche 936/77                      | D     | S +2.0   | 45     | DNF     | DNF                  |
| 1977 | Martini Racing Porsche System          | 3  | Jacky Ickx                            | Porsche Type-935 2.1L Turbo Flat-6  | D     | S +2.0   | 45     | DNF     | DNF                  |
| 1978 | Martini Racing Porsche System          | 5  | Jacky Ickx Jochen Mass                | Porsche 936/78                      | D     | S +2.0   | 255    | DNF     | DNF                  |
| 1978 | Martini Racing Porsche System          | 5  | Jacky Ickx Jochen Mass                | Porsche Type-935 2.1L Turbo Flat-6  | D     | S +2.0   | 255    | DNF     | DNF                  |
| 1979 | ITT Jean Rondeau                       | 15 | Jean-Pierre Beltoise                  | Rondeau M379                        | G     | S +2.0   | 279    | 10º     | 2º                   |
| 1979 | ITT Jean Rondeau                       | 15 | Jean-Pierre Beltoise                  | Ford Cosworth DFV 3.0L V8           | G     | S +2.0   | 279    | 10º     | 2º                   |
| 1980 | ITT Jean Rondeau                       | 26 | Jean Ragnotti                         | Rondeau M379                        | D     | S +2.0   | 124    | DNF     | DNF                  |
| 1980 | ITT Jean Rondeau                       | 26 | Jean Ragnotti                         | Ford Cosworth DFV 3.0L V8           | D     | S +2.0   | 124    | DNF     | DNF                  |
| 1981 | Oceanic Jean Rondeau                   | 26 | Patrick Tambay                        | Rondeau M379                        | G     | S +2.0   | 41     | DNF     | DNF                  |
| 1981 | Oceanic Jean Rondeau                   | 26 | Patrick Tambay                        | Ford Cosworth DFL 3.3L V8           | G     | S +2.0   | 41     | DNF     | DNF                  |
| 1982 | Otis - Automobiles Jean Rondeau        | 12 | Jean Ragnotti Jean Rondeau            | Rondeau M382                        | D     | C        | 146    | DNF     | DNF                  |
| 1982 | Otis - Automobiles Jean Rondeau        | 12 | Jean Ragnotti Jean Rondeau            | Ford Cosworth DFL 4.0L V8           | D     | C        | 146    | DNF     | DNF                  |
| 1983 | Ford France                            | 24 | Thierry Boutsen                       | Rondeau M482                        | M     | C        | 174    | DNF     | DNF                  |
| 1983 | Ford France                            | 24 | Thierry Boutsen                       | Ford Cosworth DFL 4.0L V8           | M     | C        | 174    | DNF     | DNF                  |
| 1984 | New-Man Joest Racing                   | 7  | Klaus Ludwig                          | Porsche 956B                        | D     | C1       | 360    | 1º      | 1º                   |
| 1984 | New-Man Joest Racing                   | 7  | Klaus Ludwig                          | Porsche Type-935 2.6 L Turbo Flat-6 | D     | C1       | 360    | 1º      | 1º                   |
| 1985 | Martini Lancia                         | 5  | Mauro Baldi                           | Lancia LC2                          | M     | C1       | 358    | 7º      | 7º                   |
| 1985 | Martini Lancia                         | 5  | Mauro Baldi                           | Ferrari 308C 3.0 L Turbo V8         | M     | C1       | 358    | 7º      | 7º                   |
| 1986 | Kouros Racing Team                     | 62 | Christian Danner Dieter Quester       | Sauber C8                           | G     | C1       | 86     | DNF     | DNF                  |
| 1986 | Kouros Racing Team                     | 62 | Christian Danner Dieter Quester       | Mercedes-Benz M117 5.0L Turbo V8    | G     | C1       | 86     | DNF     | DNF                  |
| 1987 | Kouros Racing                          | 61 | Mike Thackwell Hideki Okada           | Sauber C9                           | M     | C1       | 123    | DNF     | DNF                  |
| 1987 | Kouros Racing                          | 61 | Mike Thackwell Hideki Okada           | Mercedes-Benz M117 5.0L Turbo V8    | M     | C1       | 123    | DNF     | DNF                  |
| 1988 | Silk Cut Jaguar Tom Walkinshaw Racing  | 3  | John Watson Raul Boesel               | Jaguar XJR-9LM                      | D     | C1       | 129    | DNF     | DNF                  |
| 1988 | Silk Cut Jaguar Tom Walkinshaw Racing  | 3  | John Watson Raul Boesel               | Jaguar 7.0L V12                     | D     | C1       | 129    | DNF     | DNF                  |
| 1989 | Joest Racing                           | 8  | Claude Ballot-Léna Jean-Louis Ricci   | Porsche 962C                        | G     | C1       | 371    | 6º      | 6º                   |
| 1989 | Joest Racing                           | 8  | Claude Ballot-Léna Jean-Louis Ricci   | Porsche Type-935 3.0L Turbo Flat-6  | G     | C1       | 371    | 6º      | 6º                   |
| 1990 | Joest Porsche Racing                   | 6  | Jean-Louis Ricci Jacques Laffite      | Porsche 962C                        | G     | C1       | 328    | 14º     | 14º                  |
| 1990 | Joest Porsche Racing                   | 6  | Jean-Louis Ricci Jacques Laffite      | Porsche Type-935 3.0L Turbo Flat-6  | G     | C1       | 328    | 14º     | 14º                  |
| 1991 | Konrad Motorsport Joest Porsche Racing | 57 | Louis Krages Bernd Schneider          | Porsche 962C                        | G     | C2       | 197    | DNF     | DNF                  |
| 1991 | Konrad Motorsport Joest Porsche Racing | 57 | Louis Krages Bernd Schneider          | Porsche Type-935 3.2L Turbo Flat-6  | G     | C2       | 197    | DNF     | DNF                  |
| 1992 | Courage Compétition                    | 54 | Bob Wollek Jean-Louis Ricci           | Cougar C28LM                        | G     | C3       | 335    | 6º      | 1º                   |
| 1992 | Courage Compétition                    | 54 | Bob Wollek Jean-Louis Ricci           | Porsche Type-935 3.0L Turbo Flat-6  | G     | C3       | 335    | 6º      | 1º                   |
| 1993 | Joest Porsche Racing                   | 18 | Bob Wollek Ronny Meixner              | Porsche 962C                        | G     | C2       | 351    | 9º      | 4º                   |
| 1993 | Joest Porsche Racing                   | 18 | Bob Wollek Ronny Meixner              | Porsche Type-935 3.0L Turbo Flat-6  | G     | C2       | 351    | 9º      | 4º                   |
| 1994 | Courage Compétition                    | 2  | Alain Ferté Franck Lagorce            | Courage C32LM                       | M     | LMP1/C90 | 142    | DNF     | DNF                  |
| 1994 | Courage Compétition                    | 2  | Alain Ferté Franck Lagorce            | Porsche Type-935 3.0L Turbo Flat-6  | M     | LMP1/C90 | 142    | DNF     | DNF                  |
| 1995 | Courage Compétition                    | 11 | Franck Lagorce Éric Bernard           | Courage C41                         | G     | WSC      | 26     | DNF     | DNF                  |
| 1995 | Courage Compétition                    | 11 | Franck Lagorce Éric Bernard           | Chevrolet 5.0L V8                   | G     | WSC      | 26     | DNF     | DNF                  |
| 1996 | La Filière Elf                         | 5  | Franck Lagorce Emmanuel Collard       | Courage C36                         | M     | LMP1     | 327    | 7º      | 2º                   |
| 1996 | La Filière Elf                         | 5  | Franck Lagorce Emmanuel Collard       | Porsche Type-935 3.0L Turbo Flat-6  | M     | LMP1     | 327    | 7º      | 2º                   |
| 1997 | La Filière Elf                         | 8  | Jean-Philippe Belloc Emmanuel Clérico | Courage C36                         | M     | LMP      | 319    | 7º      | 4º                   |
| 1997 | La Filière Elf                         | 8  | Jean-Philippe Belloc Emmanuel Clérico | Porsche Type-935 3.0L Turbo Flat-6  | M     | LMP      | 319    | 7º      | 4º                   |
| 1998 | Courage Compétition                    | 15 | Olivier Grouillard Franck Montagny    | Courage C36                         | M     | LMP1     | 304    | 15º     | 4º                   |
| 1998 | Courage Compétition                    | 15 | Olivier Grouillard Franck Montagny    | Porsche Type-935 3.0L Turbo Flat-6  | M     | LMP1     | 304    | 15º     | 4º                   |
| 1999 | Pescarolo Promotion Racing Team        | 14 | Michel Ferté Patrice Gay              | Courage C50                         | P     | LMP      | 327    | 9º      | 8º                   |
| 1999 | Pescarolo Promotion Racing Team        | 14 | Michel Ferté Patrice Gay              | Porsche 3.0L Turbo Flat-6           | P     | LMP      | 327    | 9º      | 8º                   |